# نعمان بستان
نعمان بستان (انگلیسی: Numan Bostan؛ زادهٔ ۳۱ ژانویه ۱۹۹۸) بازیکن فوتبال اهل فرانسه است.
از باشگاه‌هایی که در آن بازی کرده‌است می‌توان به باشگاه فوتبال تولوز اشاره کرد.